# 岡崎市六ツ美市民センター
岡崎市六ツ美市民センター（おかざきしむつみしみんセンター）は、岡崎市下青野町にある公共施設。岡崎市役所の出張所（六ツ美支所）と公民館から成る。

## 概要
市内で最初の市民センターとして1975年3月25日に着工した。建設費は1億5,300万円で、市内久後崎町の中根組が施行した。翌1976年3月25日に竣工、4月14日に完成式を行い、4月26日にオープンした。戸籍、住民票などの交付のための模写電送装置が導入され、これによって当時の住民は市役所本庁まで出かけなくても済むようになった。
岡崎市六ツ美商工会館と岡崎市六ツ美体育館が隣接しており、六ツ美地区における住民交流の拠点の役割を果たしている。

## 施設の案内

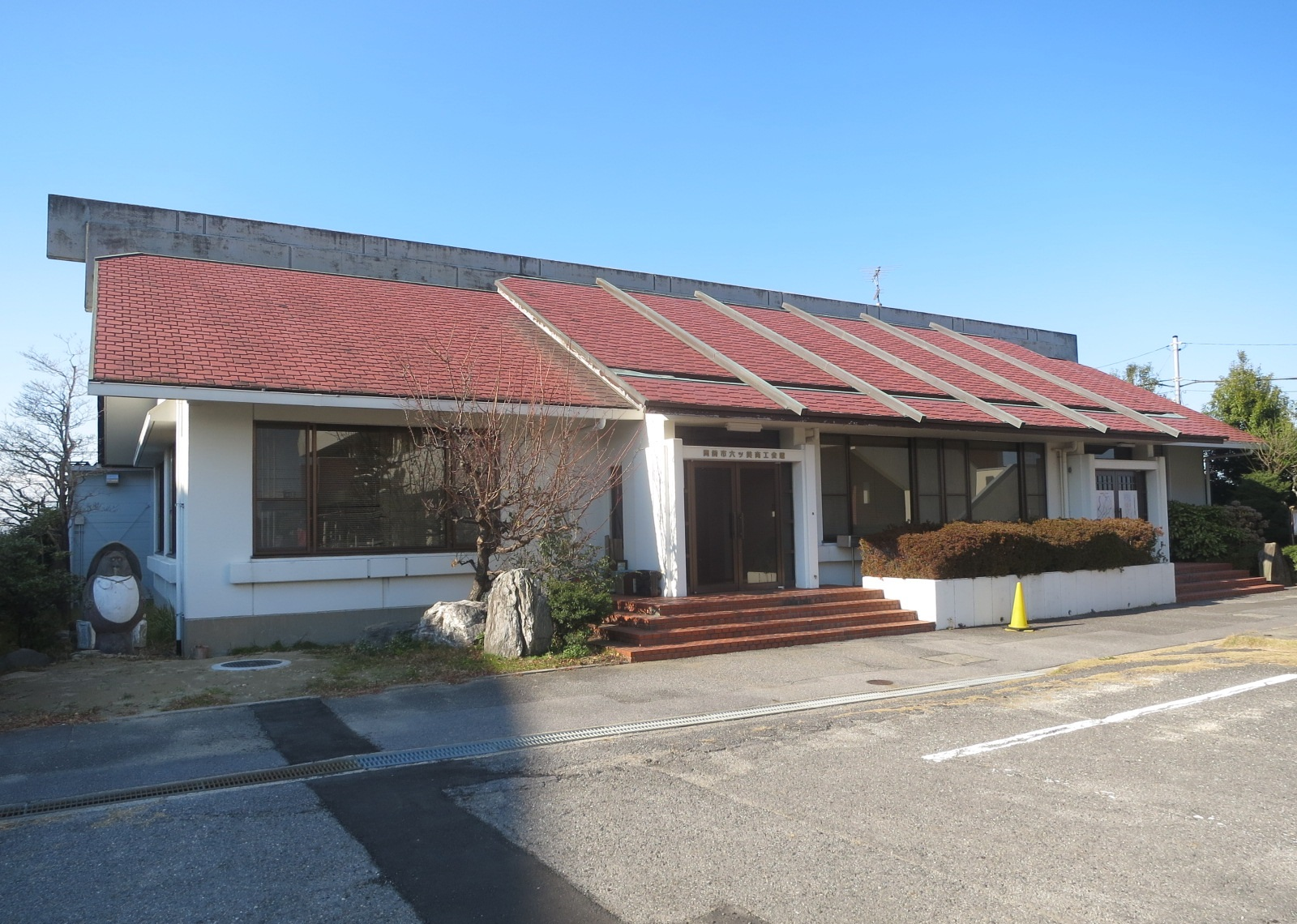
岡崎市六ツ美商工会館

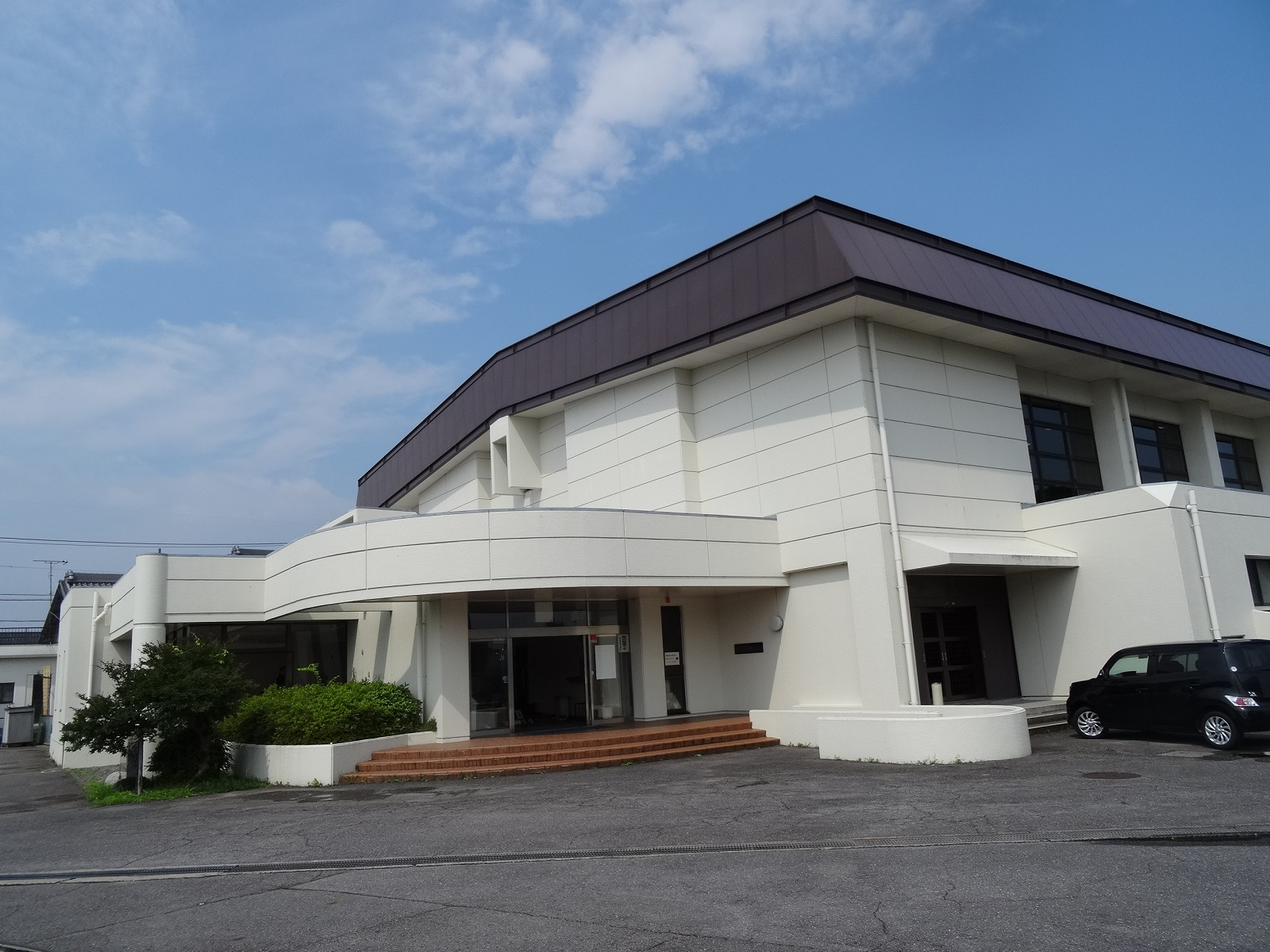
岡崎市六ツ美体育館

利用時間は9:00～21:00（日曜日・祝日は17:00まで）。休館日は月曜日、祝日の翌日（祝日が月曜日と重なった場合は、月・火と連休）、12月29日から1月3日までの年末年始。
各部屋の利用区分は9時～12時、13時～17時、18時～21時、全日の4つ。延長時間制度もあり。
| 区分            | 定員 | 階数 |
| --------------- | ---- | ---- |
| 体育集会室      | 90人 | 2F   |
| 第1会議室       | 10人 | 1F   |
| 第2会議室       | 20人 | 2F   |
| 第1和室（8畳）  |      | 2F   |
| 第2和室（8畳）  |      | 2F   |
| 第3和室（25畳） |      | 1F   |
| 第1講習室       | 20人 | 2F   |
| 第2講習室       | 16人 | 1F   |
| 料理講習室      | 24人 | 2F   |

## 交通アクセス
- 名鉄バス 「下青野」バス停下車。徒歩で約1分。